# Миллионщиков, Михаил Дмитриевич
Михаи́л Дми́триевич Миллио́нщиков  (3 [16] января 1913, Грозный, Терская область — 27 мая 1973, Москва) — советский учёный, академик АН СССР (1962; член-корреспондент с 1953), вице-президент АН СССР (1962—1973), государственный и общественный деятель, организатор науки и международного научного сотрудничества, специалист в области аэрогидродинамики, прикладной физики и ядерной энергетики. Ученик академиков А. Н. Колмогорова и Б. Н. Юрьева.
Председатель Верховного Совета РСФСР (1967—1973).

## Биография
Родился в семье токаря паровозного депо станции «Грозный» Владикавказской железной дороги Дмитрия Ивановича Миллионщикова (1881—1937) и Евдокии Михайловны Акимакиной (1881—1921). Братья: Александр (1909—1981) — инженер-химик Куйбышевского крекинг-завода и Анатолий (1910—1979) — кандидат экономических наук, заместитель начальника Главного управления государственных доходов Министерства финансов СССР, единокровная сестра — Нина (в замужестве Баранова; 1924—2004).
- Окончил железнодорожную школу в Грозном (1927);
- Ученик средней школы № 2 г. Грозного (1927—1928);
- Студент нефтепромыслового факультета Грозненского нефтяного института (1928—1932);
- Окончил Грозненский нефтяной институт по специальности «инженер-бурильщик» (1932);
- Ассистент кафедр высшей математики, бурения и теоретической механики Грозненского нефтяного института (1930—1934);
- Ассистент, старший преподаватель, доцент кафедры аэродинамики летательных аппаратов, исполняющий обязанности декана самолёто- и вертолётостроительного факультета Московского авиационного института (1934—1943);
- Старший научный сотрудник отдела математической геофизики Института теоретической геофизики АН СССР (1938—1941);
- Старший научный сотрудник лабораторий больших скоростей Центрального аэрогидродинамического института им. профессора Н. Е. Жуковского (1939—1951);
- Доцент кафедры аэромеханики Куйбышевского авиационного института (1943—1946);
- Заместитель директора по научной части Института механики АН СССР (1944—1949);
- Профессор кафедры аэромеханики Московского физико-технического института (1947—1952);
- Заместитель научного руководителя Комбината № 813 Первого главного управления при Совете Министров СССР (1949—1960);
- Заместитель научного руководителя Комбината № 816 Первого главного управления при Совете Министров СССР (1953—1960)[4];
- Начальник сектора, заместитель начальника отдела приборов теплового контроля, начальник отдела высокотемпературных установок, заместитель директора по научной работе Института атомной энергии им. И. В. Курчатова (1949—1973);
- Заведующий кафедрой молекулярной физики Московского инженерно-физического института (1949—1960, 1967—1973);
- Вошёл в Первоначальный состав Национального комитета СССР по теоретической и прикладной механике (1956);
- Скончался 27 мая 1973 года. Похоронен в Москве, на Новодевичьем кладбище[5].

### Научная деятельность
Основные научные труды М. Д. Миллионщикова посвящены теории турбулентности, теории фильтрации, прикладной газовой динамике, разделению изотопов, высокотемпературному реакторостроению, методам преобразования энергии, а также науковедению, разоружению и международным отношениям.
М. Д. Миллионщиков развил теорию изотропной турбулентности, сформулировал закон затухания турбулентных пульсаций, впервые исследовал роль инерционных членов в явлении изотропной турбулентности. Предложил новый способ эксплуатации нефтяных пластов, сформулировал теорию развития конуса обводнения нефтяных скважин. Занимался исследованием газовых эжекторов и их применений. Предложил способ использования избыточного давления природного газа в газовых линиях для получения электроэнергии. Выполненные М. Д. Миллионщиковым в 1940-х годах в ЦАГИ работы по движению газовых потоков в каналах, явились теоретической основой расчета газопроводов большой протяженности; другим важным приложением этих исследований была разработка методов расчёта сверхзвуковых сопел реактивных двигателей. С 1949 г. М. Д. Миллионщиков являлся участником советского атомного проекта. Разработал конструкции газовых центрифуг для получения оружейного урана (Уран-235). Один из основоположников отечественного реакторостроения.
Был научным руководителем по созданию и пуску первого в мире ядерного реактора-преобразователя «Ромашка» (1964 г.). Научный руководитель советской программы по созданию ядерных энергетических установок космического назначения.

### Государственная деятельность

Могила Миллионщикова на Новодевичьем кладбище Москвы.

С 1963 года М. Д. Миллионщиков являлся депутатом Верховного Совета РСФСР, членом Совета Старейшин Верховного Совета РСФСР; заместитель Председателя Верховного Совета РСФСР 6-го созыва (1963—1967), Председатель Верховного Совета РСФСР 7-8 созывов (с 11 апреля 1967 г. по 27 мая 1973 г.).
Избирался депутатом Моссовета (1955—1957).
Член Государственного комитета Совета Министров СССР по науке и технике с 1964 года.

### Научно-организационная деятельность
- Председатель Приёмной комиссии по вводу в эксплуатацию особо важных промышленных объектов и спецустановок Министерства среднего машиностроения СССР (1956—1962).
- Председатель научно-технического совета Магнитной лаборатории АН СССР.
- Председатель Комиссии Президиума АН СССР по перспективам развития науки в РСФСР.
- Председатель Библиотечного совета АН СССР.
- Председатель Комиссии по научному оборудованию при Президиуме АН СССР.
- Заместитель председателя Совета по координации деятельности академий наук союзных республик при Президиуме АН СССР.
- Председатель Научного совета по комплексной проблеме «Методы прямого преобразования тепловой энергии в электрическую» АН СССР.
- Председатель Специальной секции Комитета по Ленинским и Государственным премиям при Совете Министров СССР.
- Председатель секции «Авиационно-ракетные ядерные энергетические установки» научно-технического совета министерства среднего машиностроения СССР.
- Председатель Экспертной комиссии по присуждению Золотой медали им. М. В. Ломоносова АН СССР.
- Председатель Комиссии АН СССР по подготовке предложений по проектированию и сооружению нового здания Президиума Академии наук СССР в Москве.
- Член президиума научно-технического совета военно-промышленной комиссии при Совете Министров СССР.
- Член Научно-технического комитета Генерального Штаба Вооружённых Сил СССР.
- Член научно-технического совета Министерства энергетики и электрификации СССР.
- Член бюро научного совета по комплексной проблеме «Теплофизика и теплоэнергетика» АН СССР.
- Член научного совета по проблемам геологии и разработки нефтяных месторождений АН СССР.
- Член совета по высшей школе министерства высшего и среднего специального образования СССР.
- Член президиума научного совета «Исследование океанов и морей и использование их ресурсов» Государственного комитета Совета Министров СССР по науке и технике.
- Член учёных и диссертационных советов Института механики АН СССР, Института атомной энергии им. И. В. Курчатова, Комбината № 813 Минсредмаша СССР, Научно-исследовательского и конструкторского института химического машиностроения, Научно-исследовательского и конструкторского института энерготехники.

### Редакционно-издательская деятельность
- Председатель Редакционно-издательского совета АН СССР (с 1966).
- Главный редактор журнала «Атомная энергия» (с 1961)
- Главный редактор журнала «Вестник Академии наук СССР» (с 1966)
- Председатель редакционной коллегии международного ежегодника «Наука и человечество» (с 1963)
- Член Главной редакции Большой советской энциклопедии (с 1967).
- Член редколлегии журнала «Инженерный сборник» (1947—1950 гг.)
- Член редколлегии журнала «Квант» (с 1970).

### Общественно-политическая деятельность
- Председатель Советского Пагуошского комитета и член Пагуошского Постоянного и Исполнительного комитета в 1964—1973 гг., президент Пагуошского движения учёных в 1968—1969 гг.
- Первый заместитель председателя Советского комитета за европейскую безопасность.
- Заместитель председателя Президиума Центрального совета Всероссийского общества охраны памятников истории и культуры.
- Член Президиума и председатель Комиссии по культурным связям, памятникам культуры и музеям Советского комитета защиты мира.
- Член Правления Всесоюзного общества «Знание».

### Семья
- Жена — Людмила Михайловна Миллионщикова (урождённая Мухина, 1914—1986), инженер-аэродинамик, автор пяти сборников стихотворений, опубликованных в издательствах «Советский писатель» и «Современник», художник, участник Всесоюзных выставок[8].
  - Дети: Владимир (1939—2009) — математик, доктор физико-математических наук, заслуженный профессор МГУ (2006); Татьяна[9] (род. 1948) — кандидат филологических наук, литературовед, была замужем за Александром Израйлевичем Лебедевым (1945—1997)[10] — единокровным братом математика М. И. Брина, племянником заслуженного тренера СССР А. А. Колмановского, правнуком директора 1-й Московской гимназии, действительного статского советника И. Д. Лебедева.

## Награды

### Государственные награды
- Герой Социалистического Труда. Удостоен «За выдающиеся достижения в области механики, ядерной физики и энергетики, плодотворную научно-организационную деятельность и большие заслуги в подготовке высококвалифицированных научных кадров» (27 апреля 1967 г.)[11]
- 5 орденов Ленина (08.12.1951, 22.12.1954, 15.01.1963, 27.04.1967, 15.01.1973)
- Орден Октябрьской Революции (20.07.1971)
- Орден Трудового Красного Знамени (04.01.1954)
- Орден «Знак Почёта» (19.09.1953)
- Медаль «За доблестный труд в Великой Отечественной войне 1941—1945 гг.» (1946)
- Медаль «В память 800-летия Москвы» (1947)
- Медаль «В ознаменование 100-летия со дня рождения Владимира Ильича Ленина» (1970)
- Лауреат Ленинской премии «За разработку и освоение центрифужного метода разделения изотопов урана»[12]. В дипломе лауреата указано «За научные труды в области физических наук» (1961)[13]
- Лауреат Сталинской премии I степени «За разработку и промышленное освоение производства урана-235 методом газовой диффузии» (1951)[14]
- Лауреат Сталинской премии I степени «За усовершенствование производства урана-235 и за получение урана-235 с концентрацией 90 %» (1954)[15]
- Орден Труда I степени (Венгрия, 04.04.1970)
- Медаль «50 лет Монгольской Народной Революции» (1972)

### Научные и общественные награды
- Золотая медаль Национальной академии деи Линчеи (Италия);
- Золотая медаль Академии наук Кубы;
- Золотая медаль Чехословацкой академии наук;
- Золотая медаль имени Н. Коперника Польской академии наук;
- Большая медаль имени Г. Лейбница Германской академии наук в Берлине;
- Золотая медаль «За заслуги перед наукой и человечеством»Словацкой академии наук;
- Медаль Словенской академии искусств и наук;
- Медаль имени С. И. Вавилова Всесоюзного общества «Знание»;
- Медаль «Борцу за мир» Советского комитета защиты мира;
- Медаль Детского фонда ООН (ЮНИСЕФ);
- Медаль «За долголетнюю и плодотворную деятельность по развитию атомной науки»;
- Медаль «За заслуги в стандартизации».

## Звания
- Доктор технических наук (1946), Профессор (1949);
- Член-корреспондент Академии наук СССР (1953);
- Академик Академии наук СССР (1962);
- Вице-президент Академии наук СССР с 29 июня 1962 по 27 мая 1973;
- Академик-секретарь Отделения физико-технических проблем энергетики АН СССР (1963—1964);
- Иностранный почётный член Американской академии искусств и наук (1968);
- Член-корреспондент Германской академии наук (1971);
- Иностранный академик Чехословацкой академии наук (1972).

## Увековечение памяти
- Улица в Москве.

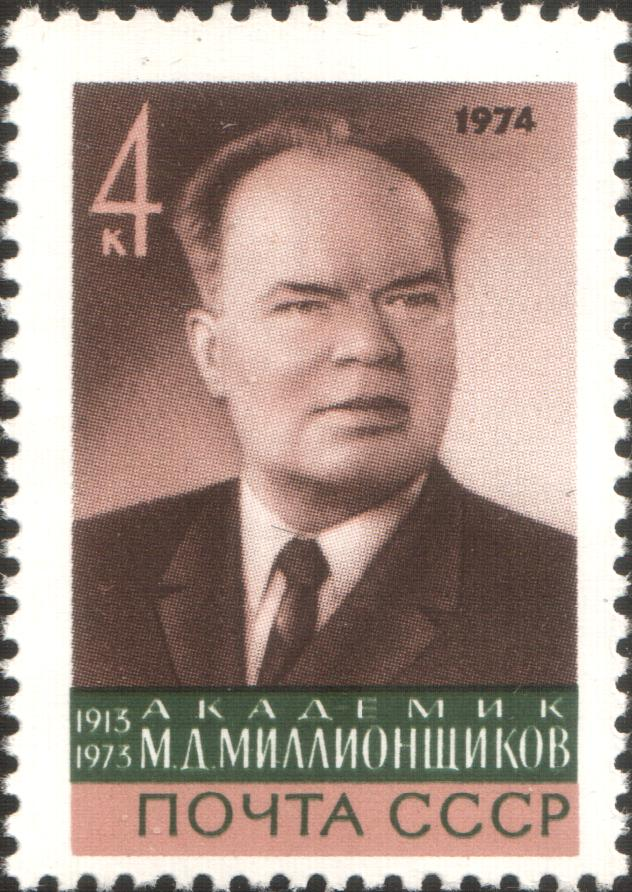
Почтовая марка СССР, 1974 год

- Улица имени академика М. Д. Миллионщикова в Грозном (распоряжением Администрации г. Грозного от 11 февраля 2009 года № 188 ул. Трудовая г. Грозного переименована в улицу имени академика М. Д. Миллионщикова).
- Грозненский государственный нефтяной технический университет имени академика М. Д. Миллионщикова (Чечня).
- Теплоход «Академик Миллионщиков» (порт приписки — Одесса, ЧМП).
- Премия имени М. Д. Миллионщикова Академии наук СССР (учреждена Президиумом АН СССР в 1983 году).
- Стипендии имени М. Д. Миллионщикова в Грозненском государственном нефтяном техническом университете и Московским инженерно-физическом институте.
- Поточные аудитории имени М. Д. Миллионщикова в Национальном исследовательском ядерном университете «МИФИ» и Грозненском государственном нефтяном техническом университете.
- Мемориальная доска на главном здании Национального исследовательского центра «Курчатовский институт» (открыта 5 октября 1979 года; автор — заслуженный архитектор СССР, лауреат Государственной премии СССР В. А. Климов)[16].
- Барельеф на здании Нефтяного института в Грозном (разрушен в 1995 году; в 2013 году на воссозданном главном корпусе Грозненского государственного нефтяного технического университета установлена временная мемориальная доска с барельефом М. Д. Миллионщикова). Новая мемориальная доска академику М. Д. Миллионщикову в Грозном была открыта 15 октября 2020 года[17].
- Надгробный памятник в Москве на Новодевичьем кладбище (открыт 10 июля 1981 года; скульптор — народный художник России А. Г. Постол).
- В 1973 году был выпущен маркированный почтовый конверт СССР, посвящённый М. Д. Миллионщикову.
- В 1974 году была выпущена почтовая марка СССР, посвящённая М. Д. Миллионщикову.
- В 2013 году был выпущен художественный маркированный конверт Почты России с портретом М. Д. Миллионщикова.

## Публикации
- Миллионщиков М. Д. Вырождение однородной изотропной турбулентности в вязкой несжимаемой жидкости // Доклады АН СССР. — 1939. — Т. 22, № 5. — С. 236—240.
- Миллионщиков М. Д. К теории однородной изотропной турбулентности // Доклады АН СССР. — Т. 32, № 9. — С. 611—614.
- Миллионщиков М. Д., Христианович С. А., Требин Ф. А., Рябинков Г. М. Применение эжекторов в газосборных сетях // Известия АН СССР. Отделение технических наук. — 1946. — № 3. — С. 313—328.
- Миллионщиков М. Д. Обводнение скважин подошвенной водой // Инженерный сборник. — 1948. — Т. 5, № 1. — С. 182—188.
- Миллионщиков М. Д., Христианович С. А., Гальперин В. Г., Симонов Л. А. Прикладная газовая динамика: В 2-х частях. Часть 1. — М., 1948. — 146 с.
- Миллионщиков М. Д., Христианович С. А., Гальперин В. Г., Симонов Л. А. Прикладная газовая динамика: В 2-х частях. Часть 2. — М., 1949. — 207 с.
- Миллионщиков М. Д. и др. Высокотемпературный реактор-преобразователь "Ромашка" // Атомная энергия. — 1964. — Т. 17, № 5. — С. 329—335.
- Миллионщиков М. Д., Бабаев Н. С., Панасюк И. С. Энергетика будущего. — М.: Знание, 1965. — 52 с.
- Миллионщиков М. Д. Турбулентные течения в пограничном слое и в трубах. — М.: Наука, 1969. — 52 с.
- Миллионщиков М. Д., Буланая Л. В., Каган Ю. М., Колокольцов Н. А. Увеличение необходимой суммарной разделительной способности завода при переходе к концентрации конечного продукта выше 90% // Михаил Дмитриевич Миллионщиков: К 100-летию со дня рождения. М.: НИЦ "Курчатовский институт". — 2014. — С. 21—29.
- Миллионщиков М. Д. К теории центрифуги // Михаил Дмитриевич Миллионщиков: К 100-летию со дня рождения. М.: НИЦ "Курчатовский институт". — 2014. — С. 30.
- Миллионщиков М. Д. и др. Техническое задание на экспериментальный реактор // Михаил Дмитриевич Миллионщиков: К 100-летию со дня рождения. М.: НИЦ "Курчатовский институт". — 2014. — С. 45—78.

### Книги
- Храмов Ю. А. Миллионщиков Михаил Дмитриевич // Физики : Биографический справочник / Под ред. А. И. Ахиезера. — Изд. 2-е, испр. и доп. — М. : Наука, 1983. — С. 188. — 400 с. — 200 000 экз.
- Донцов К. М., Петрова А. А. Академик М. Д. Миллионщиков (1913-1973): Учёный в обл. механики, ядер. физики, энергетики / Грозненский государственный нефтяной технический университет. — Грозный: Чечено-Ингушское издательско-полиграфическое объединение «Книга», 1990. — 72 с. — ISBN 5-7666-0269-3.
- Михаил Дмитриевич Миллионщиков, 1913-1973 / Сост. Лебедев М. А.; авт. вступ. ст. Н. Н. Пономарев-Степной, М. А. Лебедев. — М.: Наука, 2005. — 102 с. — (Серия РАН «Материалы к биобиблиографии учёных». Технические науки. Механика: выпуск 23). — ISBN 5-02-033183-X.
- Материалы Всероссийской научно-практической конференции «Наука, образование и производство», посвящённой 95-летию со дня рождения академика М. Д. Миллионщикова / редкол. Таймасханов Х. Э. (отв. ред.) и др. — Грозный: Грозненский государственный нефтяной институт им. академика М. Д. Миллионщикова, 2008. — 522 с. — ISSN 18189326
- Турбулентность и волновые процессы: Международная научная конференция, посвящённая 100-летию со дня рождения академика М. Д. Миллионщикова, (Москва, 26-28 нояб. 2013 г.): сборник тезисов / Сост.: Д.В. Георгиевский, М.Г. Голицына, М.А. Лебедев, Д.В. Миллионщиков, А.С. Петросян, Т.С. Ратью, Е.В. Троицкий; Моск. гос. ун-т им. М.В. Ломоносова, Рос. акад. наук. — М.: ИНТУИТ.РУ, 2013. — 192 с. — ISBN 978-5-9556-0157-1.
- Михаил Дмитриевич Миллионщиков: К 100-летию со дня рождения / Отв. ред. Воинова С. Е.; ред.-сост. Н. Е. Кухаркин; авт. предисл. Е. П. Велихов. — М.: НИЦ «Курчатовский институт», 2014. — 200 с. — (Серия «Выдающиеся учёные Курчатовского института».). — ISBN 978-5-904437-87-9.
- Михаил Дмитриевич Миллионщиков, 1913-1973 / Сост. Лебедев М. А.; авт. вступ. ст. Н. Н. Пономарев-Степной,  И.А. Керимов, Лебедев М. А.. — 2-е изд., испр. и доп.. — М.: Наука, 2014. — 292 с. — (Серия РАН «Материалы к биобиблиографии учёных». Технические науки. Механика: выпуск 25). — ISBN 978-5-02-039028-7.
- Составители А. Н. Богданов, Г. К. Михайлов. Первый состав Российского национального комитета по теоретической и прикладной механике  / под редакцией д-ра физ.-мат. наук Г. К. Михайлова. — М.: «КДУ», «Университетская книга», 2018. — ISBN 978-5-91304-805-9.

### Статьи
- Линькова С. А. Академик М. Д. Миллионщиков: К 70-летию со дня рождения // Вестник АН СССР. — 1983. — № 8. — С. 100—108.
- Князев В. А. «Время творит биографии»: К 80-летию со дня рождения академика М. Д. Миллионщикова // Вестник РАН. — 1993. — Т. 63, № 1. — С. 38—45.
- Дородницын А. А. Академик из нашей школы: К 80-летию со дня рождения академика М. Д. Миллионщикова // Вестник РАН. — 1993. — Т. 63, № 1. — С. 44—45.
- Лебедев М. А. Талантливый учёный и организатор науки: К 90-летию со дня рождения академика М. Д. Миллионщикова // Наука в России. — 2003. — № 6. — С. 62—66.
- Пономарёв-Степной Н. Н., Керимов И. А., Лебедев М. А. Преданность науке и человечеству. К 100-летию со дня рождения академика М. Д. Миллионщикова // Вестник РАН. — 2013. — Т. 83, № 1. — С. 72—79.
- Керимов И. А., Лебедев М. А. Малоизвестные страницы научной биографии Михаила Дмитриевича Миллионщикова // Вопросы истории естествознания и техники. — 2018. — Т. 39, № 1. — С. 129—158.
- Керимов И. А., Лебедев М. А. Академик М. Д. Миллионщиков и Грозненский нефтяной институт в воспоминаниях и документах // Вестник Академии наук Чеченской Республики. — 2020. — № 3 (50). — С. 43–53.